# Yamakasi (film)
Yamakasi - Les samouraïs des temps modernes este un film francez din 2001, scenarizat de Luc Besson. În rolul principal se află un grup de parkour format din șapte băieți care luptă împotriva nedreptății într-un cartier parizian. Ei își folosesc aptitudinile pentru a salva de la moarte un copil bolnav de inimă, jefuind persoane influente din zonă pentru a putea achita transplantul de inimă de care băiețelul are nevoie.
Subtitlul filmului, tradus ca „Samuraii timpurilor moderne”, duce cu gândul la apartenența cuvântului yamakasi la vocabularul japonez. Cu toate acestea, termenul provine din limba africană Lingala.